# Die Denunziantin
Pour plus de détails, voir Fiche technique et Distribution.
Die Denunziantin est un film allemand réalisé par Thomas Mitscherlich, sorti en 1993.

## Fiche technique
- Titre : Die Denunziantin
- Réalisation : Thomas Mitscherlich
- Scénario : Detlef Michel
- Musique : Jens-Peter Ostendorf
- Photographie : Thomas Mauch
- Montage : Margot Neubert-Maric
- Production : Elke Peters
- Société de production : Arte, Journal Filmproduktion, Lichtblick Film- und Fernsehproduktion et ZDF
- Pays :  Allemagne
- Genre : Drame et guerre
- Durée : 95 minutes
- Dates de sortie : 
  -  Allemagne : 6 mai 1993

## Distribution
- Marquard Bohm : Jean Blome / Hans Blome
- Burghart Klaussner : Werner Kraengel
- Richy Müller : Walter Bethke
- Dieter Schaad : Carl Friedrich Goerdeler
- Andreina de Martin : Lisbeth Schwaerzel
- Peter Fitz : Anwalt
- Dieter Schaad : Carl Goerdeler
- Tana Schanzara : la mère Schwaerzel
- Elisabeth Schwarz : Anneliese Goerdeler
- Katharina Thalbach : Helene Schwaerzel
- Christine Zierl : Elisabeth Bethke
- Doris Schade : la psychiatre
- Karl-Heinz von Hassel : le directeur de la Deutschen Bank

## Distinctions
Le film a été présenté en sélection officielle en compétition lors de Berlinale 1993.